# Chorotypus pusillus
Chorotypus pusillus är en insektsart som beskrevs av Brunner von Wattenwyl 1898. Chorotypus pusillus ingår i släktet Chorotypus och familjen Chorotypidae. Inga underarter finns listade i Catalogue of Life.